# استیکس (فیلم)
استیکس (به انگلیسی: Styx) یک فیلم درام آلمانی-اتریشی محصول ۲۰۱۸ به کارگردانی ولفگانگ فیشر است. در بخش پانوراما در شصت و هشتمین جشنواره بین‌المللی فیلم برلین نمایش داده شد.

## طرح
رایک یک پزشک اورژانس آلمانی است.  او برای تعطیلات خود تصمیم گرفت به تنهایی با قایق بادبانی دوازده متری خود "آسا گری"، در سفری که در رد پای چارلز داروین از جبل الطارق به جزیره معراج قایقرانی کند.  در آتلانتیک جنوبی.  در طول سفرش از آفریقای شمالی توسط یک کشتی کانتینری که از نزدیکی عبور می کند به او اطلاع می دهند که باید برای یک طوفان شدید در راه خود آماده شود. پس از طوفان شدید آن شب، او در نزدیکی قایق خود یک کشتی ترال آسیب دیده و پر بار پیدا می کند.  آنها با بیش از صد نفر که تهدید به مرگ در اثر غرق شدن هستند، به سمت قایق بادبانی او دست تکان می دهند و فریاد می زنند. رایک سعی می کند از طریق رادیو با قایق تماس بگیرد.  هنگامی که او پاسخی دریافت نمی کند، سعی می کند با تیم های نجات تماس بگیرد و نجات را سازماندهی کند.  با این حال، درخواست‌های کمک در ابتدا تا حد زیادی بی‌پاسخ باقی می‌مانند، اگرچه چندین شناور در نزدیکی رادار روی برد دیده می‌شوند.  به گارد ساحلی هشدار داده می شود و قول کمک می دهند، اما این کار ساعت ها طول می کشد.  ناخدای کشتی حمل و نقل که قبل از طوفان قول حمایت داده بود، به او اطلاع می دهد که شرکت کشتیرانی او هرگونه دخالت در نجات پناهندگان در دریا را ممنوع کرده است. رایک از طریق دوربین دوچشمی خود متوجه سقوط یا پریدن مسافران به داخل آب می شود.  پسر ۱۴ ساله ای شنا می کند و به قایق تفریحی می رسد.  او با کمک یک شناور نجات، پسر خسته را از آب نجات می دهد و او را روی کشتی خود می برد.  نام پسر کینگزلی است که روی مچ بند او نوشته شده است.  رایک از کشتی ترال دور می‌شود تا تلاش‌های بیشتری را تحریک نکند، زیرا قایق او برای جا دادن همه مسافران بسیار کوچک است.  او به کینگزلی کمک‌های اولیه می‌کند، زخم‌هایش را پانسمان می‌کند و او را روی قطره (آی وی) می‌گذارد.او دوباره با رادیو با گارد ساحلی تماس می گیرد و به او قول می دهد که کمک در راه است و او باید از قایق پناهجویان دور بماند.
کینگزلی که کمی انگلیسی صحبت می‌کند، به هوش می‌آید و سعی می‌کند رایک را تحت فشار قرار دهد تا برای نجات کشتی تراول که از جمله خواهرش روی آن است، بیاید.  او با رایک مبارزه می کند تا کلید احتراق قایق را به دست آورد، حتی او را به سمت کشتی هل می دهد.  پس از استارت زدن موتور و کمی دور شدن، کینگزلی دوباره موتور را متوقف می کند و رایک به سختی به عرشه باز می گردد.  او که از این عمل شوکه شده است، از دست کینگزلی عصبانی می شود، اما متوجه ناامیدی او می شود و دوباره با گارد ساحلی تماس می گیرد و ادعا می کند که "آسا گری" اکنون غرق خواهد شد.  پس از SOS(کمک)، او سیستم الکتریکی کشتی را قطع می کند و چراغ خطر خود را فعال می کند. شب بعد، او به کشتی ترال نزدیک می شود، از کشتی بالا می رود و تعدادی مرده و در حال مرگ را در کشتی می یابد. در سپیده دم، مناقصه یک شاتل ناوچه گارد ساحلی با کشتی ترال رها شده برای نجات بازماندگان و بازیابی کشته شدگان، در حالی که پیام های رادیویی در مورد کشتی های دیگر که صدها پناهنده در کشتی دارند، می رسد.  رایک از ناوچه بازیابی شد.  او که ضربه روحی خورده و قادر به پاسخگویی به سؤالات گارد ساحلی که او را بازجویی کرده‌اند، نمی‌داند، به او اطلاع داده می‌شود که علیه او پرونده‌هایی در جریان است.

## بازیگران
- سوزان ولف
- گدیون اودور ویکسا در نقش کینگزلی
- الکساندر بیر در نقش پل
- اینگا بیرکنفلد در نقش ماری

## پذیرایی

### پاسخ انتقادی
در وب‌سایت بازبینی جمع‌آوری‌کننده  گوجه فرنگی، این فیلم دارای رتبه تأیید نقد است، با میانگین   اجماع انتقادی این سایت می گوید: "استیکس" با اثری قدرتمند از سوزان ولف، به طرز تحریک آمیزی انسان را در حال جنگ با خود و جهان طبیعی به تصویر می کشد -- و استدلال می کند که بهترین سلاح ما شفقت است."